# 朱苕
朱苕（1549年—1583年），字仲魚，號少初，四川瀘州人，軍籍。

## 生平
八月十九日生，行三，治《禮記》，由國子生中式隆庆元年（1567年）丁卯科四川鄉試第四十七名舉人，年三十五歲中式萬曆八年（1580年）庚辰科會試第二百五十八名，未殿试，十一年（1583年）癸未科第三甲第一百九十二名進士。户部觀政，卒。

## 家族
曾祖朱自明，壽官；祖朱玠，封刑部主事；父朱子和，按察司僉事；前母易氏（贈安人）；胡氏（封安人）。永感下，妻何氏，繼妻翁氏；兄莢；菃；朱藻（按察司副使）；苪；葵；芃；芊；蕢；芷；蔣；萼；艾；藎；朱茹（按察司副使）；芹（監生）。